# 2014年12月

## 12月1日
武裝衝突
- 博科聖地武裝分子襲擊尼日利亞約貝州首府達馬圖魯，造成超過220人死亡，包括超過150名武裝分子、6名士兵及33名警察。[1]

## 12月3日
宇宙航太
- 日本小行星探測器隼鸟2号發射升空。[2]

## 12月5日
政治
- 中国共产党中央政治局会议决定开除前政治局常委周永康的党籍，最高人民检察院依法予以逮捕[3]。

宇宙航太
- 美國太空總署於佛羅里達州卡納維爾角空軍基地由發射升空，在完成環繞地球兩周的測試後按預定計畫成功降落在太平洋[4]。

## 12月12日
災難事故
- 一艘載客船隻因強風和超載在剛果民主共和國坦噶尼喀湖翻沉，至14日有至少129人死亡，232人獲救，估計仍有超過200人失蹤。[5][6]

## 12月13日
历史
- 为纪念南京大屠杀77周年，南京市举办南京大屠杀国家公祭仪式，中共中央总书记习近平出席并发表讲话，全国人大常委会委员长张德江主持仪式[7]。

## 12月14日
選舉
- 第47屆日本眾議院議員總選舉進行投票，由首相安倍晉三領導的執政聯盟獲得475席中的325席[8]。

## 12月15日
罪案
- 一名伊朗裔男子在澳大利亞悉尼一間咖啡店持槍脅持多名人質，當局派出突擊隊攻入咖啡店救出人質，脅持者及兩名人質喪生。[9]

## 12月16日
恐怖襲擊
- 巴基斯坦塔利班武裝分子襲擊白沙瓦一間軍方學校，造成至少141人死亡，包括132名學童和9名教職員，7名武裝分子亦被殺。[10]

## 12月17日
武裝衝突
- 博科聖地武裝分子襲擊喀麥隆北部Amchide的一個軍事基地，被喀麥隆軍隊擊退，軍方在18日表示在喀麥隆境內有116名武裝分子被殺。[11]
- 尼日利亞一個軍事法庭判決54名被指拒絕與博科聖地武裝分子作戰的士兵譁變罪成立，判處他們死刑。[12]

國際關係
- 美國總統奧巴馬宣佈美國與古巴關係將會正常化。[13]

## 12月18日
宇宙航太
- 印度航天局的GSLV Mk-III重型火箭运载模拟载人舱成功发射。[14]

## 12月19日
政治
- 韩国宪法法院9名法官以8比1判決解散親北韓的统合进步党及取消該黨5名國會議員的議席。[15]

學術倫理
- 日本理化學研究所宣佈無法重現小保方晴子研究員所稱STAP細胞，相關研究終止，小保方晴子辭職[16][17]。

國際關係
- 美國聯邦調查局宣佈政府需為最近索尼影視娛樂受到的網路攻擊負責[18]。

## 12月20日
政治
- 崔世安在中共中央總書記、國家主席習近平監誓下，宣誓就任澳門特別行政區第四屆行政長官。

## 12月21日
選舉
- 2014年突尼斯总统选举進行第二輪投票，當局在22日宣佈贝吉·凯德·埃塞卜西當選。[19]

## 12月22日
政治
- 第十二届全国政协副主席、中共中央统战部部长令计划涉嫌严重违纪正接受组织调查。[20]

建設
- 尼加拉瓜運河動工典禮舉行。[21]

## 12月23日
- 韓國核電廠營運商「韓國水電與核電公司」內部核電技術與核電廠設計圖文件再遭駭客洩漏，是自本月15日起的第5次。[22]

## 12月27日
- 晚上，一名朝鲜逃兵持枪越界，在中国吉林省延边朝鲜族自治州和龙市南坪镇南坪村，抢劫、枪杀4名居民，逃跑中被中方击伤、抓获[23]。

## 12月28日

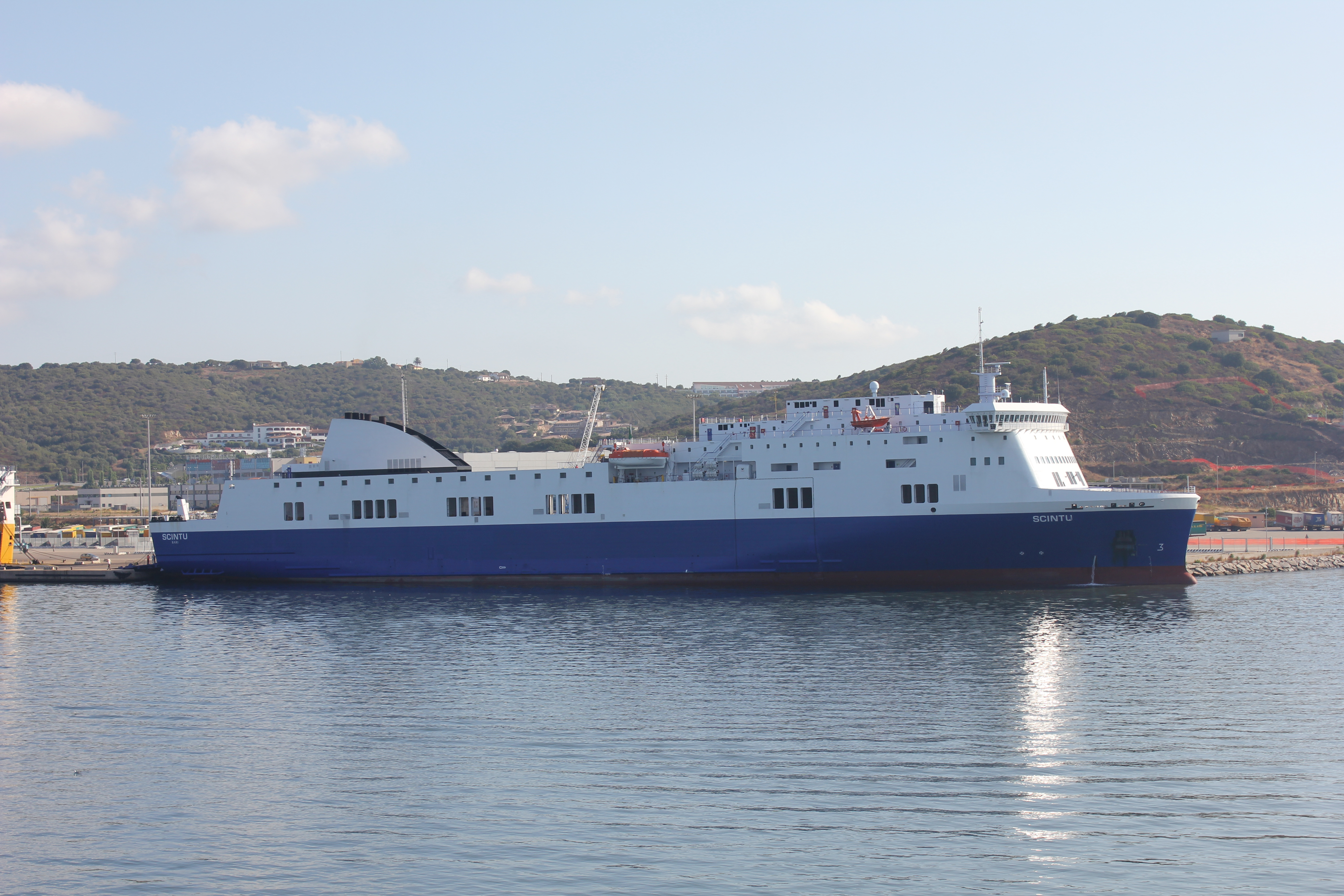
諾曼大西洋號(2013年拍攝)

- 印尼亞洲航空編號QZ8501班機，在由印尼泗水飛往新加坡途中，突然失去聯絡，機上161人下落不明。[24]
- 義大利籍郵輪諾曼大西洋號（MS Norman Atlantic），在由希臘往義大利途中，於科孚島西北44海浬處發生事故起火，已知有150人登上救生艇，乘員總數466人。[25][26]
- 香港港島綫西延部份通車,列車不停西營盤站。

## 12月29日
- 諾曼大西洋號的火災最終死亡人數確認為10名[27]。

## 12月30日

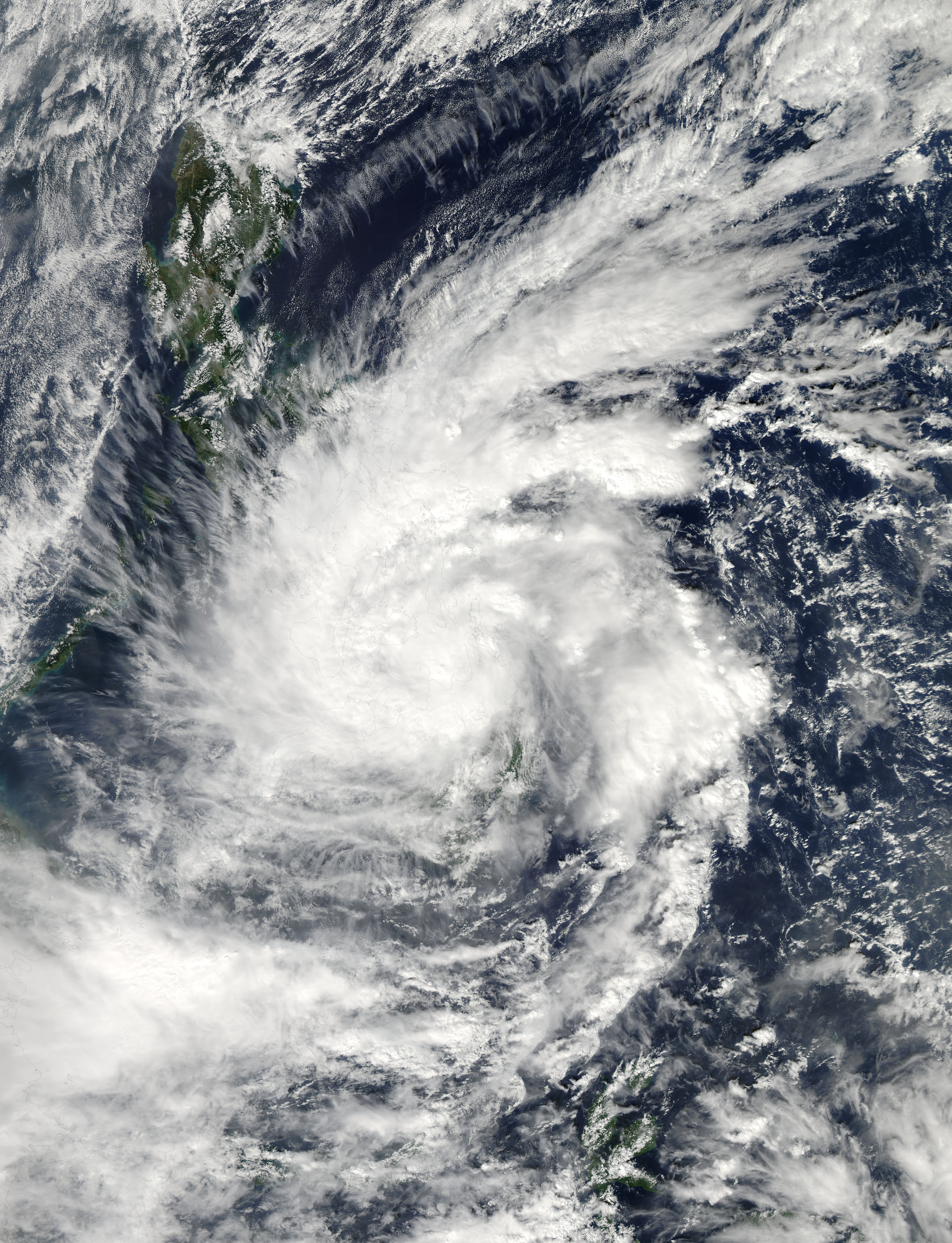
薔蜜颱風

- 微軟將推出新的瀏覽器，目前代號為「斯巴達」（spartan）。這款新瀏覽器預計搭配在Windows 10當中，外觀會類似chrome和Firefox。[28][29]
- 薔蜜颱風12月28日在菲律賓民答那峨島登陸，至30日為止，已奪走29人命[30]。
- 自12月14日起的東南亞洪災傷亡人數再攀升，這場洪災造成印尼、馬來西亞、菲律賓、泰國共有數十萬人撤離家園。[31]

## 12月31日
- 薔蜜颱風減弱為熱帶性低氣壓，最終在菲律賓造成53人死亡。[32]

- 2014年12月31日晚23时35分许，上海外滩陈毅广场发生踩踏事故已致36死49傷。[33]